# Лоренцен, Мелвин
Мелвин Лоренцен (нем. Melvyn Lorenzen; 26 ноября 1994, Лондон, Великобритания) — немецкий футболист, нападающий клуба «Муангтонг Юнайтед».
В 2016 году сыграл один матч за сборную Уганды.

## Клубная карьера
В молодёжную команду «Вердера» Лоренцен попал в 2013 году через детские спортивные школы города Ольденбург и клуба «Хольштайн». Мелвин неоднократно привлекался Робином Дуттом к тренировкам основной команды, и в первых пяти матчах сезона 2013/14 северной Регионаллиги сумел отличиться трижды за «Вердер II». Поэтому вскоре Лоренцен сумел дебютировать в Бундеслиге 5 октября 2013 года в выездном матче против «Штутгарта» (игра завершилась со счётом 1:1), выйдя на замену на 88 минуте вместо Элджеро Элии.
С того времени[какого?] Мелвин Лоренцен вновь выступает в Регионаллиге. На данный момент[какой?] он имеет контракт, рассчитанный до лета 2017 года.
В сентябре 2019 года стал игроком львовских «Карпат». В конце 2019 года «Карпаты» прекратили сотрудничество с футболистом и Лоренцен покинул клуб в статусе свободного агента.